# Conspiration des poignards
La conspiration des poignards ou complot de l'Opéra désigne une conspiration d'assassinat contre Napoléon Bonaparte, dont les mobiles n'ont pas été clairement définis. Les autorités de l'époque la présentèrent comme une tentative d'assassinat qui devait atteindre le Premier consul à la sortie de l'opéra le 18 vendémiaire an IX (10 octobre 1800), et qui fut empêchée par la police de Fouché. Toutefois, cette version fut très tôt remise en cause.
Dans ses Mémoires, Fouché affirme que, vers la mi-septembre 1800, il est question d'un complot visant à « assassiner le Premier consul à l'Opéra ». 
Un nommé Harel, présenté comme « l'un des complices », fait « de concert avec le commissaire des guerres Lefebvre, des révélations à Bourrienne, secrétaire du Premier consul », désignant les conjurés : « Cerrachi et Diana, réfugiés romains ; Aréna, frère du député corse qui s'était déclaré contre le Premier consul ; le peintre Topino Lebrun, patriote fanatique, et Demerville, ancien commis du Comité de salut public, intimement lié avec Barrère ». 
Harel est chargé de dresser un piège aux conjurés en leur procurant, comme il le leur avait promis, quatre hommes armés, disposés à l'assassinat du Premier consul, dans la soirée du 10 octobre, à la représentation de l'opéra des Horaces. 
Le jour du « simulacre d'attentat », « des hommes apostés par la contre-police, et sur le compte desquels les conjurés avaient été abusés », au lieu de poignarder Bonaparte, arrêtent « eux-mêmes Diana, Cerrachi et leurs complices ». En fait, si Diana et Cerrachi sont bien arrêtés sur place, tous les autres supposés conjurés sont appréhendés à leur domicile.
Pour les historiens modernes, c'est une manipulation de la police, rendue possible par le concours d'Harel, qui avait infiltré le groupe des conjurés et était un agent provocateur. 
Arrêtés, ces derniers sont internés à la prison du Temple. Après l'attentat de la rue Saint-Nicaise, les membres de la « conspiration des poignards », présentée par le pouvoir comme un complot jacobin, sont jugés devant le tribunal criminel de la Seine. 
Quatre d'entre eux sont condamnés à mort le 19 nivôse an IX (9 janvier 1801), « à onze heures du soir, après trois jours de débats », et exécutés le 30 janvier suivant, après rejet du pourvoi en cassation.

## Les conjurés
Les membres du complot étaient :
- l'adjudant Joseph Antoine Aréna, frère de Barthélémy Aréna qui aurait tenté de poignarder Bonaparte lors du coup d'État du 18 brumaire, exécuté ;
- Dominique Demerville, ancien secrétaire de Barère, exécuté ;
- Giuseppe Ceracchi, sculpteur et insurgé romain, l'un des fondateurs de la République romaine en 1798, exécuté ;
- François Topino-Lebrun, peintre, ancien élève de Jacques Louis David et juré au tribunal révolutionnaire, exécuté ;
- Joseph Diana, 28 ans, autre insurgé romain, notaire, acquitté ;
- Armand Daiteg, 67 ans, sculpteur, acquitté ;
- Denis Lavigne, 66 ans, négociant, acquitté ;
- Madeleine Fumey, 38 ans, cuisinière ou maîtresse de Demerville, acquittée[7],[8].